# Желдыбино (Московская область)
Желдыбино — деревня в Талдомском районе Московской области России. Входит в состав сельского поселения Квашёнковское. Население — 15 чел. (2010).

## География
Расположена на севере Московской области, в северной части Талдомского района, примерно в 10,5 км к северу от центра города Талдома, на правом берегу впадающей в Хотчу реки Шухормы (бассейн Угличского водохранилища). Ближайшие населённые пункты — село Квашёнки, деревни Маклыгино и Смёнки.

## Население
| 1859 | 1888 | 1926 | 2002 | 2006 | 2010 |
| ---- | ---- | ---- | ---- | ---- | ---- |
| 110  | ↗130 | ↘106 | ↘8   | ↗13  | ↗15  |

## История
В «Списке населённых мест» 1862 года Желдыбино — владельческая деревня 2-го стана Калязинского уезда Тверской губернии по левую сторону Дмитровского тракта, в 57 верстах от уездного города, при колодце, с 13 дворами и 110 жителями (52 мужчины, 58 женщин).
По данным 1888 года входила в состав Талдомской волости Калязинского уезда, проживало 20 семей общим числом 130 человек (63 мужчины, 67 женщин).
В 1915 году — 22 двора.
Постановлением президиума ВЦИК от 15 августа 1921 года Талдомская волость была включена в состав образованного Ленинского уезда Московской губернии и стала называться Ленинской.
По материалам Всесоюзной переписи населения 1926 года — деревня Квашёнковского сельского совета Ленинской волости Ленинского уезда, проживало 106 жителей (44 мужчины, 62 женщины), насчитывалось 28 крестьянских хозяйств.
С 1929 года — населённый пункт в составе Ленинского района Кимрского округа Московской области.
Постановлением ЦИК и СНК от 23 июля 1930 года округа как административно-территориальные единицы были ликвидированы. Постановлением Президиума ВЦИК от 27 декабря 1930 года городу Ленинску было возвращено историческое наименование Талдом, а район был переименован в Талдомский.
1963—1965 гг. — Желдыбино в составе Дмитровского укрупнённого сельского района.
В 1994 году Московской областной думой было утверждено положение о местном самоуправлении в Московской области, сельские советы как административно-территориальные единицы были преобразованы в сельские округа.
1994—2006 гг. — деревня Квашёнковского сельского округа Талдомского района.
2006—2009 гг. — деревня сельского поселения Ермолинское Талдомского района.
В 2009 году деревня Желдыбино вошла в состав сельского поселения Квашёнковское Талдомского муниципального района Московской области, образованного путём выделения из состава сельского поселения Ермолинское.